# Roland Sauerbrey
Roland Sauerbrey (* 28. Oktober 1952 in Coburg) ist ein deutscher Physiker und Hochschullehrer.
Seine Forschungsgebiete sind die Quantenelektronik und Laserphysik, insbesondere im Bereich der Hochleistungs- und Ultrakurzpulslaser. Er ist Helmholtz-Professor am Helmholtz-Zentrum Dresden-Rossendorf.

## Biografie
Sauerbrey erhielt sein Physik-Diplom 1978 an der Universität Würzburg, wo er 1981 mit Auszeichnung in Physik auch promovierte. Als Stipendiat der DFG forschte er anschließend bis 1982 an der Rice University in Houston, USA. Er kehrte an die Universität Würzburg zurück und arbeitete dort bis 1984 als Hochschulassistent. Von 1985 bis 1994 ging er wieder in die USA an die Rice University, wo er zuerst als Assistant Professor, von 1988 bis 1992 als Associate Professor und schließlich als Full Professor angestellt arbeitete. In dieser Zeit (1991 bis 1992) war er als Humboldt-Stipendiat Gastwissenschaftler in der Laserabteilung am Max-Planck-Institut für biophysikalische Chemie in Göttingen. Von 1994 bis zu seinem Wechsel nach Dresden war er Professor für Experimentalphysik und Direktor des Instituts für Optik und Quantenelektronik an der Friedrich-Schiller-Universität Jena. Von 2006 bis 2008 verbrachte er zwei Jahre als Gastprofessor an der University of Strathclyde, Glasgow. 2006 wurde er Wissenschaftlicher Direktor des Helmholtz-Zentrums Dresden-Rossendorf und hatte die Professur für Quantenoptik an der Technischen Universität Dresden. 2020 trat er in den Ruhestand. Im selben Jahr wurde er übergangsweise zum ersten Direktor des neugegründeten Center for Advanced Systems Understanding – CASUS in Görlitz berufen und übte das Amt bis zur Bestellung von Thomas D. Kühne im Jahr 2023 aus.
1998 wurde Sauerbrey als ordentliches Mitglied in die Sächsische Akademie der Wissenschaften aufgenommen und Mitglied der Akademie gemeinnütziger Wissenschaften zu Erfurt. Seit 2002 ist er Fellow der Optical Society of America (OSA). 2013 wurde er in die Leopoldina gewählt, 2014 in die Academia Europaea.
Von 2002 bis 2004 war er Präsident der Deutschen Physikalischen Gesellschaft (DPG). Er war Mitglied verschiedener wissenschaftlicher Beiräte und Kuratorien von wissenschaftlichen Einrichtungen und von Unternehmen. Seit 2020 ist er Mitglied des Nationalen Begleitgremiums, welches die staatliche Suche nach einem Standort für ein Endlager für hochradioaktive Abfälle begleitet.
Sauerbrey ist verheiratet und Vater von zwei Kindern.

## Preise und Auszeichnungen
- NATO-Stipendium, 1977
- Röntgenpreis für die Diplomarbeit, Würzburg 1979
- Rudolf Kingslake Medal and Prize, SPIE, 1993
- Preis des Präsidenten von Unterfranken für die Dissertation, 1982
- Ehrendoktor der Russischen Akademie der Wissenschaften, 2004
- Thüringer Forschungspreis, 2004
- Le Prix la Recherche, 2005
- Ehrendoktor der Universität Rostock, 2010
- Bundesverdienstkreuz 1. Klasse, 2017[5]

## Belege
- Lebenslauf von Roland Sauerbrey